# Liste der Monuments historiques in Erstein
Die Liste der Monuments historiques in Erstein führt die Monuments historiques in der französischen Gemeinde Erstein auf.

## Liste der Bauwerke
| Bezeichnung              | Beschreibung                                                         | Standort                      | Kennzeichnung | Schutzstatus | Datum | Bild           |
| ------------------------ | -------------------------------------------------------------------- | ----------------------------- | ------------- | ------------ | ----- | -------------- |
| Gerberhaus               | Fachwerkhaus, bezeichnet 1704 und 1727                               | 1, rue du Moulin (Lage)       | PA67000022    | Inscrit      | 1998  | weitere Bilder |
| Banc du Roi du Rôme      | Ruhebank aus Sandstein, 1811 errichtet                               | an der D 1083 (Lage)          | PA00084706    | Inscrit      | 1982  | weitere Bilder |
| Cité Ouvrière Neye Hisle | Arbeitersiedlung aus 17 Doppelhäusern, zwischen 1884 und 1896 erbaut | Rue du Général Leclerc (Lage) | PA67000091    | Inscrit      | 2014  | weitere Bilder |

## Liste der Objekte
| Bezeichnung                          | Beschreibung | Standort                                                  | Kennzeichnung | Schutzstatus | Datum     | Bild           |
| ------------------------------------ | --- | --------------------------------------------------------- | ------------- | ------------ | --------- | -------------- |
| Orgel                                | Ensemble aus PM67000739 und PM67000738 | in der Kirche St-Martin (Lage)                            | PM67001011    | Classé       | 1995 1996 | weitere Bilder |
| Orgelprospekt und -empore            | 1914 von Edmond Alexandre Roethinger gebaut, unter Verwendung von Teilen der 1741 von Johann Georg Rohrer gebauten Orgel für die Kirche St-Léger in Guebwiller | in der Kirche St-Martin (Lage)                            | PM67000739    | Classé       | 1995      | weitere Bilder |
| Instrumentalteil der Orgel           | 1914 von Edmond Alexandre Roethinger gebaut | in der Kirche St-Martin (Lage)                            | PM67000738    | Classé       | 1996      | weitere Bilder |
| Kreuzigungsgruppe                    | Sandstein, zwischen 1699 und 1703 | außen an der Kirche St-Martin (Lage)                      | PM67000824    | Classé       | 1999      | weitere Bilder |
| Uhrwerk der Turmuhr                  | 1850 von Jean-Baptiste Schwilgué gebaut | in der Kirche St-Martin (Lage)                            | PM67000889    | Classé       | 2000      |                |
| Zwei Prozessionsleuchter             | gestiftet von der Schneider- und Schuhmacherzunft; Holz, farbig gefasst und vergoldet, 18. Jahrhundert                                                         | in der Kirche St-Martin (Lage)                            | PM67001244    | Inscrit      | 1997      |                |
| Zwei Prozessionsleuchter             | gestiftet von der Fischerzunft; Holz, farbig gefasst und vergoldet, 1863                                                                                       | in der Kirche St-Martin (Lage)                            | PM67001603    | Inscrit      | 1997      |                |
| Kanzel                               | Holz, vergoldet, 1699 | in der Kirche St-Martin (Lage)                            | PM67001604    | Inscrit      | 1997      | weitere Bilder |
| Zwei Prozessionsleuchter             | gestiftet von der Zunft der Ackersleut; Holz, farbig gefasst und vergoldet, 1772                                                                               | in der Kirche St-Martin (Lage)                            | PM67000823    | Classé       | 1999      |                |
| Rosenkranzaltar                      | Altartisch, Retabel und Gemälde; Holz, vergoldet, sowie Ölfarbe auf Leinwand; Altar um 1804, Gemälde 1878 von Carola Sorg                                      | in der Kirche St-Martin (Lage)                            | PM67001223    | Inscrit      | 1997      |                |
| Nothelferaltar                       | Altartisch, Retabel und Gemälde; Holz, vergoldet, sowie Ölfarbe auf Leinwand; Altar um 1804, Gemälde 1884 von Carola Sorg                                      | in der Kirche St-Martin (Lage)                            | PM67001224    | Inscrit      | 1997      |                |
| Zwei Prozessionsleuchter             | gestiftet von der Bruderschaft der Handwerker und Tagelöhner; Holz, farbig gefasst und vergoldet, 18. oder 19. Jahrhundert                                     | in der Kirche St-Martin (Lage)                            | PM67001602    | Inscrit      | 1997      |                |
| Skulptur Kruzifix                    | Holz, farbig gefasst und vergoldet; Korpus von 1612, Kartusche bezeichnet 1750                                                                                 | in der Kirche St-Martin (Lage)                            | PM67001245    | Inscrit      | 1997      |                |
| Gemälde Ignatius von Loyola          | Ölfarbe auf Leinwand, vergoldeter Holzrahmen, 18. Jahrhundert                                                                                                  | in der Kirche St-Martin (Lage)                            | PM67001246    | Inscrit      | 1997      |                |
| Gemälde Alois von Gonzaga            | Ölfarbe auf Leinwand, vergoldeter Holzrahmen, 18. Jahrhundert                                                                                                  | in der Kirche St-Martin (Lage)                            | PM67001252    | Inscrit      | 1997      |                |
| Schalldeckel und Treppe der Kanzel   | Holz, vergoldet, 1754 und 1882 | in der Kirche St-Martin (Lage)                            | PM67001605    | Inscrit      | 1997      | weitere Bilder |
| Relief Gottvater                     | Holz, farbig gefasst, um 1700 | im katholischen Pfarrhaus (Lage)                          | PM67001249    | Inscrit      | 1997      |                |
| Skulptur Madonna mit Kind            | Holz, farbig gefasst und vergoldet, um 1730 | im katholischen Pfarrhaus (Lage)                          | PM67001247    | Inscrit      | 1997      |                |
| Skulptur Heiliger Sixtus (?)         | Holz, farbig gefasst und vergoldet, 18. Jahrhundert | im katholischen Pfarrhaus (Lage)                          | PM67001248    | Inscrit      | 1997      |                |
| Skulptur Heilige Katharina von Siena | Holz, farbig gefasst, erste Hälfte des 18. Jahrhunderts | im katholischen Pfarrhaus (Lage)                          | PM67001251    | Inscrit      | 1997      |                |
| Skulptur Johannes der Täufer         | Lindenholz, 18. Jahrhundert | im katholischen Pfarrhaus (Lage)                          | PM67001253    | Inscrit      | 1997      |                |
| Skulptur Heilige (?)                 | Lindenholz, 18. Jahrhundert | im katholischen Pfarrhaus (Lage)                          | PM67001254    | Inscrit      | 1997      |                |
| Vier Altarleuchter                   | Holz, versilbert und vergoldet, Ende des 18. Jahrhunderts | im katholischen Pfarrhaus (Lage)                          | PM67001255    | Inscrit      | 1997      |                |
| Skulptur Heiliger Dominikus          | Holz, farbig gefasst, erste Hälfte des 18. Jahrhunderts | im katholischen Pfarrhaus (Lage)                          | PM67001250    | Inscrit      | 1997      |                |
| Gemälde Christi Geburt               | Ölfarbe auf Holz, um 1600, Kopie nach Joseph Heintz dem Älteren                                                                                                | in der Kapelle Notre-Dame de la Nativité de Krafft (Lage) | PM67000822    | Classé       | 1999      |                |
| Skulptur Madonna mit Kind            | Holz, farbig gefasst und vergoldet, 18. Jahrhundert | in der Kapelle Notre-Dame de la Nativité de Krafft (Lage) | PM67001280    | Inscrit      | 1997      |                |